# Blauwbrug
Le Blauwbrug (« Pont bleu » en néerlandais) est un pont du centre d'Amsterdam aux Pays-Bas. 
Il enjambe l'Amstel et relie l'Amstelstraat, située dans le prolongement du Rembrandtplein, au Waterlooplein. 

## Historique
Inauguré en 1883, le Blauwbrug a été conçu par les architectes Bastiaan de Greef et Willem Springer et tire son nom d'un ancien pont de bois bleu qui reliait les deux rivages depuis 1600. L'architecture du pont rappelle celle du pont Alexandre-III de Paris, ce qui en fait l'un des ponts les plus reconnaissables de la ville. Il est inscrit au registre des Rijksmonumenten.
En Yiddisch, le pont porte le nom de Bloubrik. Il s'agissait de l'une des entrées de l'ancien quartier juif du Jodenbuurt.